# گونیژدر
گونیژدر، روستایی از توابع بخش پیپ شهرستان لاشار در استان سیستان و بلوچستان ایران است.

## جمعیت
این روستا در دهستان لاشار شمالی قرار دارد و براساس سرشماری مرکز آمار ایران در سال ۱۳۸۵، جمعیت آن زیر سه خانوار بوده‌است.